# La pandilla basura (película)
La pandilla basura (título original en inglés: The Garbage Pail Kids Movie) es una adaptación cinematográfica de 1987 de la serie de tarjetas coleccionables para niños del mismo nombre producida, dirigida y coescrita por Rod Amateau. Fue la última película dirigida por Amateau antes de su retiro en 1989.
Las tarjetas, que comenzaron como una parodia de las populares muñecas Cabbage Patch Kids, presentaban personajes con hábitos desagradables o anormalidades, o que sufren un destino terrible. La película muestra a siete de los Garbage Pail Kids (interpretados por actores con enanismo con trajes animatrónicos) interactuando con la sociedad y entablando amistad con un niño normal.
La película fue criticada por los críticos y es ampliamente considerada como una de las peores películas jamás realizadas. La pandilla basura fue nominada a los premios Golden Raspberry a la peor estrella nueva, pero perdió ante David Mendenhall por Over the Top de Sylvester Stallone, y la canción «You Can Be a Garbage Pail Kid» fue nominada a la peor canción original, pero perdió ante el controvertido éxito de George Michael «I Want Your Sex» de Beverly Hills Cop II de Eddie Murphy.

## Argumento
Dodger, un chico de catorce años, es el blanco de las fechorías de la banda de Juice y además está enamorado de la novia de éste, Tangerine. Sin embargo, esto no es nada comparado con lo que se le viene encima: En la tienda de antigüedades del «Capitán» Manzini, donde trabaja después de la escuela, Dodger libera accidentalmente a siete seres de un cubo de basura, la Pandilla Basura.

## Reparto
- Anthony Newley como el capitán Manzini.
- Mackenzie Astin como Dodger.
- Katie Barberi como Tangerine.
- Ron MacLachlan como Juice.
- J. P. Amateau como Wally.
- Marjory Graue como Blythe.
- John Herman Shaner como oficial de policía.
- Leo Gordon como guardia de prisión.
- Patty Lloyd como madre adoptiva.
- John Cade como camarero.
- Lynn Cartwright como presentadora del desfile de moda.

### The Garbage Pail Kids/ La Pandilla Basura
- Phil Fondacaro como Greaser Greg.
  - Jim Cummings como la voz de Greaser Greg.
- Debbie Lee Carrington como Valerie Vomit.
- Kevin Thompson como Ali Gator.
- Robert Bell como Foul Phil.
  - Chloe Amateau como la voz de Foul Phil.
- Larry Green como Nat Nerd.
  - Jim Cummings como la voz de Nat Nerd.
- Arturo Gil como Windy Winston.
- Sue Rossitto como Messy Tessie.
  - Teri Benaron como la voz de Messy Tessie.

## Producción
En abril de 1987, se anunció que Atlantic Entertainment Group había adquirido la licencia de Garbage Pail Kids de Topps para adaptarla como largometraje. La serie de tarjetas coleccionables había sido un gran éxito, vendiéndose más de mil millones de tarjetas y lanzándose productos temáticos. El rodaje comenzó en abril de ese año y finalizó en junio; el rápido tiempo de entrega se atribuyó al uso del sistema de edición electrónica Ediflex, que se había utilizado más comúnmente para programas de televisión y permitió que la producción operara con un equipo más pequeño y casi sin servicios de laboratorio cinematográfico.

## Recepción
La película fue muy criticada por los críticos en el momento de su estreno y se considera una de las peores películas jamás realizadas. La película tiene un índice de aprobación del 0 % y una puntuación media de 2,2/10 en Rotten Tomatoes, según 14 reseñas. Metacritic le da a la película una puntuación de 1 sobre 100, la más baja del sitio web, basándose en las reseñas de siete críticos, lo que indica un «desagrado abrumador». A los críticos no les gustó el humor gross-out de la película, la actuación, los títeres, los momentos inapropiados, la aparición y la actuación de voz de los Garbage Pail Kids, la trama sin sentido y el mensaje hipócrita. Juan Carlos Coto, escribiendo para el Fort Lauderdale Sun-Sentinel, calificó la película como «una de las peores jamás hechas». Caryn James, del The New York Times, calificó la película de «demasiado repulsiva para niños o adultos de cualquier edad». El crítico de cine del Akron Beacon Journal, Bill O'Connor, criticó el vestuario de la película así como su mensaje, escribiendo que sólo rinde «aplaudidos» al mensaje de que «nuestra insistencia en la belleza física, y en una 'belleza' estrechamente definida, limita nuestra comprensión, nos separa de la verdadera belleza humana».
Martin Rabinovich, director de marketing de Atlantic Releasing Corporation, atribuyó las críticas negativas y el pobre desempeño en taquilla a dificultades de marketing, diciendo que si bien la película estaba dirigida a los niños, no era necesariamente una película familiar.
| Fecha               | Premio                    | Categoría               | Nominado(s) | Resultado | Ref.   |
| ------------------- | ------------------------- | ----------------------- | --- | --------- | ------ |
| 1988                | Stinkers Bad Movie Awards | Peor película           | The Garbage Pail Kids Movie                                                                                       | Nominado  | [ 10 ] |
| 10 de abril de 1988 | Premios Golden Raspberry  | Peor estrella nueva     | Los Garbage Pail Kids (Ali Gator, Greaser Greg, Nat Nerd, Foul Phil, Messy Tessie, Valerie Vomit y Windy Winston) | Nominado  | [ 11 ] |
| 10 de abril de 1988 | Premios Golden Raspberry  | Peor canción original   | «You Can Be a Garbage Pail Kid», de Michael Lloyd                                                                 | Nominado  | [ 11 ] |
| 10 de abril de 1988 | Premios Golden Raspberry  | Peores efectos visuales | The Garbage Pail Kids Movie                                                                                       | Nominado  | [ 11 ] |

## Reinicio cancelado
En 2012, se informó que Tornante Company de Michael Eisner tenía planes de financiar y producir el desarrollo de un largometraje basado en Garbage Pail Kids, ya que Eisner había comprado recientemente la compañía de tarjetas coleccionables Topps en 2007. El 18 de julio de 2013, se informó que la película fue cancelada debido a la recepción negativa.